# 세븐 데이스 (음악 그룹)
세븐 데이스(태국어: เซเวนเดส์, 영어: Seven days)는 태국의 걸 그룹이다.